# Dala, Hörby kommun
Dala är en tidigare småort i Västerstads socken i Hörby kommun, Skåne län. I samband med SCB's småortsavgränsningen 2015 kom Dala att inkluderas i småorten Västerstads kyrkby.